# Plouray
 Plouray  (en bretón Plourae) es una población y comuna francesa, situada en la región de Bretaña, departamento de Morbihan, en el distrito de Pontivy y cantón de Gourin.

## Demografía
| 1501 | 1406 | 1358 | 1301 | 1200 | 1144 |
| Para los censos de 1962 a 1999 la población legal corresponde a la población sin duplicidades (Fuente: INSEE [Consultar]) |      |      |      |      |      |